# Olimpíada Espanyola de Física
L'Olimpíada Espanyola de Física (OEF) és una competició estatal i anual de física per a alumnes de batxillerat. La primera Olimpíada es va celebrar a Salamanca
el 1990.

## Les Olimpíades de Física
Les Olimpíades de Física estan formades de tres fases: la primera és la basada en districtes universitaris, o Fase Local, la segona és la Fase Estatal, i finalment la tercera és la  Fase Internacional. Les fases locals tenen lloc durant els mesos de gener i febrer a les facultats de física de tot l'estat Espanyol. A cada districte universitari es seleccionen un màxim de tres estudiants, els quals competeiexen posteriorment a la Fase Estatall. Així, per exemple, Catalunya, al tenir 7 districtes universitaris, envia un màxim de 21 estudiants a la OEF.
A la Fase Estatal se seleccionen 9 guanyadors, premiats amb una medalla d'or. Els 5 primers passen a formar part de l'equip que participa el mateix any a l'Olimpíada Internacional de Física. Els 4 següents participen en l'Olimpíada Iberoamericana de Física.
Segons els estatuts pels quals es regeix, a l'Olimpíada Espanyola de Física hi poden participar estudiants matriculats a 1r o 2n de Batxillerat o a l'últim curs de Formació Professional de 2n grau. L'objectiu d'aquestes olimpíades és estimular el camp de l'ensenyament de la Física a nivell preuniversitari, en reconeixement de la importància creixent d'aquesta matèria en tots els aspectes de la Ciència i la Tecnologia i en la formació dels joves.

## Estructura de la competició
L'olimpíada es desenvolupa en quatre dies. Durant el primer dia es rep als participants i se'ls dona la benvinguda oficial. Les proves pròpiament dites transcorren al segon dia: al matí té lloc la prova experimental (basant en l'estudi d'un fenomen que l'estudiant no té per què haver vist durant a seva formació) i la tarda els tres problemes teòrics. El problema experimental val entre un 40% i un 50%, i la prova en genereal es qualifica sobre 50 punts.
A la Fase Local, a cada districte universitari, es concedeixen premis als tres classificats: 1r classificat, 380 €; 2n classificat 285 €; 3r classificat, 220 €.
A la Fase Estatal es concedeixen els següents premis, d'acord amb el nombre de participants: 
- Medalles d'or: 7%
- Medalles de plata: 14%
- Medalles de bronze: 21%
- Mencions d'Honor: 25%

Total d'alumnes premiats: 67% 
Els 9 estudiants amb millor puntuació (medalla d'or), a més de passar a les següents fases, reben un premi en metàl·lic de 750 €. El participant amb la major puntuació (Guanyador Absolut) rep un premi addicional.

## Llista de seus passades
- 1990: Salamanca
- 1991: Jaca
- 1992: Santiago de Compostel·la
- 1993: Oviedo
- 1994: València
- 1995: Santander
- 1996: Madrid
- 1997: Barcelona
- 1998: Ourense
- 1999: Castelló
- 2000: Granada
- 2001: Tarragona
- 2002: Burgos
- 2003: Conca
- 2004: Vigo
- 2005: Almeria
- 2006: València
- 2007: Jaén
- 2008: Oviedo
- 2009: Pamplona

## Temari de l'Olimpíada Espanyola de Física

### Del primer curs
- La Mesura. Magnituds: tipus i la seva mesura. Unitats. Factors de conversió. Representacions gràfiques. Instruments de mesura: sensibilitat i precisió. Errors en la mesura.

- Estudi de moviments. Elements que integren un moviment. Moviments amb trajectòria rectilínia. Moviment circular uniforme. Composició de moviments. Aplicació a casos particulars: horitzontal i parabòlic.

- Dinàmica. La força com a interacció: les seves característiques. Moment lineal i impuls mecànic. Principi de conservació. Lleis de Newton per a la dinàmica. Interacció gravitatòria. Forces de fricció en superfícies horitzontals i inclinades. Dinàmica del moviment circular.

- Energia, Treball mecànic i energia. Potència. Energia deguda al moviment. Teorema de les forces vives. Energia deguda a la posició al camp gravitatori. Conservació de l'energia mecànica. Transferències d'energia. Treball i calor.

- Electricitat. Interacció electroestàtica. Camp i potencial. Corrent elèctric: Llei d'Ohm. Aparells de mesura. Aplicació a l'estudi de circuits. Energia elèctrica. Aplicacions del corrent elèctric.

### De segon curs
- Vibracions i ones. Moviment vibratori harmònic simple: elongació, velocitat, acceleració. Dinàmica del moviment harmònic simple. Moviment ondulatori. Tipus d'ones. Magnituds característiques de les ones. Equació de les ones harmòniques unidimensionals. Principi de Huygens: reflexió, refracció, difracció, polarització. Ones sonores. Contaminació acústica.

- Interacció gravitatòria. Teoria de la gravitació universal. Forces centrals. Moment d'una força respecte d'un punt. Moment angular. Lleis de Kepler. Forces conservatives. Energia potencial gravitatòria. Camp gravitatori terrestre. Intensitat de camp i potencial gravitatori. Aplicació a satèl·lits i coets.

- Interacció electromagnètica. Camp creat per un element puntual: Interacció elèctrica. Estudi del camp elèctric: magnituds que el caracteritzen (vector camp elèctric i potencial i la seva relació). Teorema de Gauss. Camp elèctric creat per un element continu: esfera, fil i placa. Magnetisme i imants. Camps magnètics creats per càrregues en moviment. Llei d'Ampere. Forces sobre càrregues mòbils situades en camps magnètics. Força de Lorentz: aplicacions. Forces magnètiques sobre corrents elèctrics. Interaccions magnètiques entre corrents paral·lels. Inducció electromagnètica. Experiències de Faraday i Henry. Lleis de Faraday i de Lenz. Producció de corrents alternes. Impacte mediambiental de l'energia elèctrica.

- Òptica. Naturalesa de les ones electromagnètiques. Espectre electromagnètic. Naturalesa de la llum. Propagació de la llum: reflexió i refracció. Dispersió lluminosa. Òptica geomètrica. Diòptries. Miralls i lents primes. Principals aplicacions mèdiques i tecnològiques.